# 阿達卡萊島
阿達卡萊島是多瑙河上的一个小岛，今位于罗马尼亚境内奥尔绍瓦下游3公里处，1.75公里长，0.4到0.5公里宽，曾由奥斯曼土耳其的穆斯林居住。1970年罗马尼亚建成铁门一号水电站时被淹没。1878年柏林会议忽视了该岛的存在，导致该地在法理上归属奥斯曼帝国苏丹。1923年洛桑会议期间该地被划归罗马尼亚。